# Bawlenskoje
Bawlenskoje (ros. Бавленское) – wieś w Rosji, w rejonie czerepowieckim obwodu wołogodzkiego. W 2002 roku mieszkała w niej tylko 1 osoba, 2010 populacja miejscowości nie uległa zmianie.